# Jacquinia comosa
Jacquinia comosa är en viveväxtart som beskrevs av Ignatz Urban och Ekman. Jacquinia comosa ingår i släktet Jacquinia och familjen viveväxter. Inga underarter finns listade i Catalogue of Life.